# Thập niên 840 TCN
Thập niên 840 TCN hay thập kỷ 840 TCN chỉ đến những năm từ 840 TCN đến 849 TCN.

## Mất
848 TCN: Tần quân , Jehoshaphat ( quốc vương thứ tư của Vương quốc Judah )
848 TCN: Sở Hùng Diên.
842 TCN: Joram (Israel).
841 TCN: Ahaziah (Judah) , Joram (Judah) , Tấn Tĩnh hầu .